# پرنده مهاجر (آلبوم)
 پرنده مهاجر نام یک آلبوم موسیقی اثر  داریوش اقبالی، هنرمند ایرانی است که در سبک پاپ تهیه شده و دارای ۸ آهنگ است.

## فهرست آهنگ‌ها
| نام ترانه         | ترانه سرا             | آهنگساز        | تنظیم         |
| ----------------- | --------------------- | -------------- | ------------- |
| پرنده مهاجر       | ایرج جنتی عطایی       | صابر راستین    | صابر راستین   |
| داد از این دل     | باباطاهر              | پرویز مقصدی    | پرویز مقصدی   |
| گرگ بیابون        | هما میرافشار          | احمد پژمان     | احمد پژمان    |
| لالا لالا گلِ زیره | اردلان سرفراز         | فرید زلاند     | آندرانیک      |
| گره کور           | اردلان سرفراز         | فرید زلاند     | آندرانیک      |
| سقوط              | شهیار قنبری           | منوچهر چشم آذر | منوچهر چشم‌آذر |
| ولایت             | اردلان سرفراز         | فرید زلاند     | آندرانیک      |
| نامه به وطن       | سید اشرف الدین گیلانی | فرید زلاند     | آندرانیک      |